# Mútňanka
Mútňanka (pol. Mutnianka) – duży, zasobny w wodę potok w Beskidach Orawskich na Słowacji, lewobrzeżny dopływ Białej Orawy. Długość 22 km, powierzchnia dorzecza 70,55 km². Cały tok w granicach powiatu Namiestów w historycznym regionie Orawa.
Źródła Mutnianki znajdują się na wysokości ok. 1225 m n.p.m. na południowych stokach głównego, wododziałowgo grzbietu Karpat, tuż pod siodłem Przełęczy Cudzichowej. Spływa początkowo w kierunku południowo-zachodnim, a następnie południowym. Poniżej leśniczówki Spáleny briežok skręca ku południowemu wschodowi. Na wysokości zachodniego krańca wsi Mutne opuszcza zwarty zrąb beskidzki i wpływa na teren pasa obniżeń śródgórskich (słow. Podbeskydská brázda). Poniżej wsi Benedyków (słow. Beňadovo) jej dolina ponownie się zwęża i przebija przez pasmo wyższych wzniesień (słow. Podbeskydská vrchovina), po czym przed miejscowością Brzeza, na wysokości 642 m n.p.m., uchodzi do Białej Orawy.
Mutnianka posiada szereg niewielkich dopływów. Największym z nich jest lewobrzeżny Bystrý potok (wyżej zwany Ráztoka; dł. ok. 8 km), spływający spod Pilska i uchodzący do Mutnianki na wysokości ok. 815 m n.p.m., tuż poniżej leśniczówki Krušetnický bor.
Koryto w większości nieuregulowane, w środkowym biegu, w strefie obniżeń, wyraźnie meandruje. Dolina w górnym biegu całkowicie zalesiona. W środkowym i dolnym biegu jej koryto na wielu odcinkach obrasta pas olszyn i zarośli wierzbowych.
Dolina Mutnianki jest bardzo słabo zabudowana, jedynie w środkowym biegu potoku w jego pobliżu znajdują się osiedla (Mútňanska Píla, Chovanová, Duľov i Beňadovský mlyn). Doliną potoku prawie od samych źródeł prowadzi droga jezdna, początkowo gruntowa, od leśniczówki Spáleny briežok asfaltowa, a od osiedla Mútňanska Píla z komunikacją autobusową.
W środkowym części doliny do biegu potoku przytykają rezerwaty przyrody Mútňanska Píla i Beňadovské rašelnisko.